# Trappenhuisautomaat

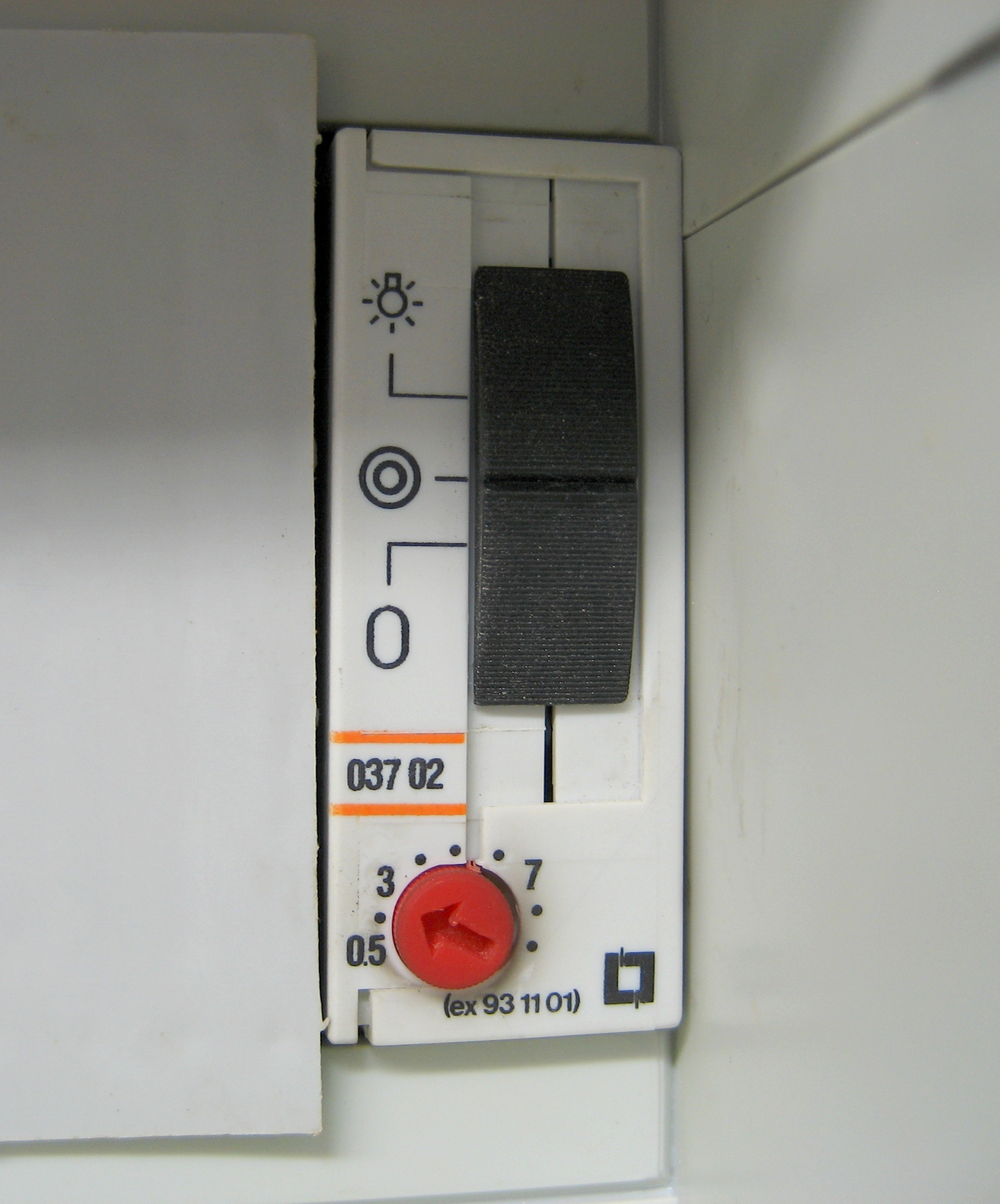
Trappenhuisautomaat

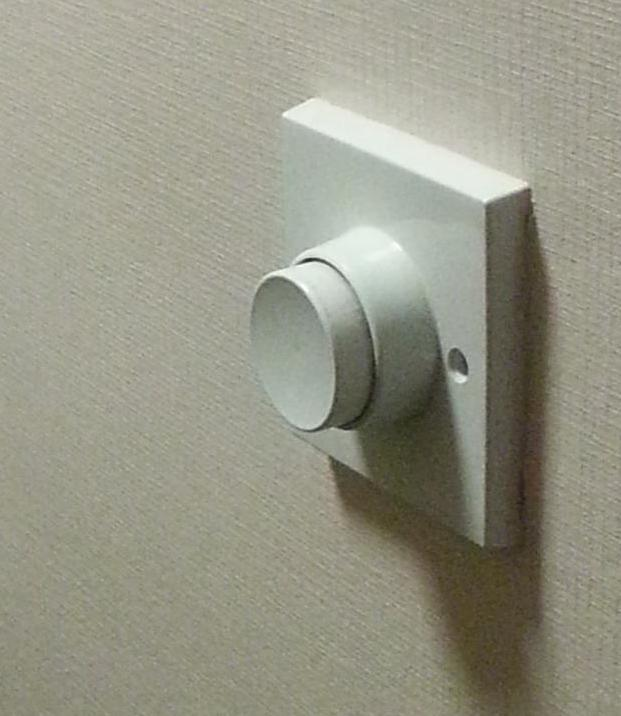
...en drukknop

Een trappenhuisautomaat is een elektromagnetische of elektronische schakelaar die op bevel van een drukknop het licht inschakelt en na een vooraf ingestelde tijd automatisch uitschakelt. De tijdinstelling is afhankelijk van het type en het herinschakelen is op elk ogenblik mogelijk.
Het toestel verhindert dat het licht blijft branden in bijvoorbeeld een trappenhuis, kelder, gang of garage, of op een zolder.

## Instellingen
Een trappenhuisautomaat is meestal regelbaar van 1 tot circa 7 minuten, instelbaar in stappen van 15 seconden. Telkens als een drukknop wordt ingedrukt, begint de uitschakelvertragingstijd opnieuw of wordt de vooraf ingestelde tijd opgeteld bij de resterende tijd van de vorige inschakeling.
Naast eenvoudige uitvoeringen met de basisfunctionaliteit die hierboven beschreven is, bestaan er uitvoeringen die complexe voorwaardelijke schakelfuncties kunnen realiseren. Zo kan de bediening van de trappenhuisautomaat afhankelijk gemaakt worden van de tijd (dag, nacht) of afhankelijk gemaakt worden van het omgevingslicht. Er bestaan trappenhuisautomaten met "aangekondigde uitschakeling", softstartfunctie, uitschakeldimfunctie en een combinatie van al deze mogelijkheden.
Het maximaal bediend vermogen is meestal 2000 watt. De aansluiting is 3- of 4-draads.